# 小平邦彦
小平 邦彦（こだいら くにひこ、1915年3月16日 - 1997年7月26日）は、日本の数学者。東京都出身。日本人初のフィールズ賞およびウルフ賞受賞者。

## 略歴
農政官僚だった小平権一の長男として東京に生まれる。東京府立第五中学（現：東京都立小石川中等教育学校）、第一高等学校 (旧制)を経て、東京帝国大学理学部数学科および物理学科卒。東京大学理学博士(1949年)。
フィールズ賞を1954年に日本人として初めて受賞（調和積分論、二次元代数多様体（代数曲面）の分類などによる）。1948年、ヘルマン・ワイルによりプリンストン高等研究所に招聘された。変形の理論（モジュライ空間の局所理論）でも有名。小平は代数幾何に（楕円型微分方程式論など）複素解析的手法を持ち込み、これらの業績を次々と上げていった。これはアンドレ・ヴェイユなどの目指した徹底的な代数化の方向とは趣を異にするものであり、後年のマイケル・アティヤ、サイモン・ドナルドソンらによるヤン＝ミルズ理論の先駆けとも見なせる。帰国後東京大学、学習院大学で教鞭を執った。小平次元、小平消滅定理、小平・スペンサー理論等に名を残している。
この他に1990年代前半まで、東京書籍が発行した算数・数学教科書（新しい算数、新しい数学等）の監修も担当していた。様々な著書を通して、多くの人に数学を広める上でも貢献した。アメリカ主導の教育法「新しい数学」にはやや抵抗があったようで、初等幾何学の重要性を主張していた。「小学生のうちは何よりもまず国語と算数を集中して教えるべきだ」というのが持論だった。

## 人物
趣味はピアノで、本格的な教育を受けていたこともあり、かなりの腕前であった。
妻のセイ子は、小平の指導教員であった数学者・彌永昌吉の妹であり、彌永昌吉は義理の兄にあたる。長野県軽井沢にある妻の実家の別荘は「旧彌永家別荘」の名で国の登録有形文化財に登録されており、小平もこの別荘に滞在した。

## 年譜
- 1915年 - 小平権一の長男として東京都で出生
- 1935年 - 東京帝国大学数学科入学
- 1938年 - 同学科卒業後[1]、同大学物理学科入学
- 1941年 - 同大学物理学科卒業[1]、同学科講師[1]
- 1942年 - 東京文理大学理学部数学科助教授[1]
- 1944年 - 東京帝国大学理学部物理学科助教授[1]
- 1949年 - 東京大学より理学博士号（論文：「Harmonic fields in Riemannian manifolds（リーマン空間に於ける調和場）」[7]）、プリンストン高等研究所研究員
- 1952年 - プリンストン大学数学科准教授[1]
- 1954年 - 国際数学者会議[8]においてフィールズ賞受賞[1]
- 1955年 - プリンストン大学数学科教授[1]
- 1957年 - 日本学士院賞受賞[1]、文化勲章受章[1]
- 1962年 - ジョンズ・ホプキンズ大学数学科教授[1]
- 1965年 - スタンフォード大学数学科教授[1]、日本学士院会員[1]
- 1968年 - 東京大学理学部数学科教授[1]
- 1975年 - 東京大学を定年退官[1]、学習院大学理学部教授[1]、藤原賞受賞
- 1984年 - イスラエルのウルフ財団よりウルフ賞数学部門受賞[1]
- 1987年 - 勲一等瑞宝章受章
- 1990年 - 京都市開催の国際数学者会議で組織委員長
- 1997年 - 山梨県の病院で死去
- 2019年 - 日本数学会が小平邦彦賞を設立し、第1回授賞式が行われた[9]

## 小平次元
X は非特異射影多様体とする。m が十分に大きく十分割り切れるならば、
{\displaystyle |mK_{X}|:X\to \mathbb {P} }
の像の双有理同値は m の選択に依らない。この像の次元を X の小平次元という。

## 小平消滅定理
小平消滅定理I
X は非特異射影多様体とする。L はその上の豊富線束とする。
このとき {\displaystyle H^{i}(X,L^{-1})=0\quad {}^{\forall }i<\dim X} が成立。
小平消滅定理II
X は非特異射影多様体とする。L は X 上の線束。L は、{\displaystyle L=M+\sum {a}_{i}D_{i}} を満たすもの。ただし、
- M はネフで巨大な{\displaystyle \mathbb {Q} } -因子
- {\displaystyle \sum {D}_{i}} はsnc因子
- 0 ≤ ai < 1 と {\displaystyle a_{i}\in \mathbb {Q} } が全ての i について成立する。

このとき {\displaystyle H^{i}(X,L^{-1})=0\quad {}^{\forall }i<\dim X} が成立。
一般小平消滅定理
(X; Δ) は固有なklt対とする。
N は M 上に {\displaystyle \mathbb {Q} } -Cartier因子とする。
このとき {\displaystyle H^{i}(X,{\mathcal {O}}_{X}(-N))=0\quad {}^{\forall }i<\dim X} が成立。

## 著書
学術書
- 『解析入門 I-IV』岩波書店〈岩波講座 基礎数学〉、1976, 1977, 1979。
  - 中国では二冊に分かれた旧版と一冊にまとめた新版が出版されている。
- 『複素解析 I-III』岩波書店〈岩波講座 基礎数学〉、1977, 1978。
- 『複素多様体論 I-III』岩波書店〈岩波講座 基礎数学〉、1979, 1981。
- Complex Manifolds. AMS Chelsea Publishing. (1971). ISBN 978-0821840559（スタンフォード大学で1965年から1966年にかけて行われた講義をジェームス・モロウがまとめたもの）

啓蒙書
- 『幾何のおもしろさ』岩波書店〈数学入門シリーズ〉、1985年。ISBN 978-4000076371。
- 『幾何への誘い』岩波書店、1991年。ISBN 978-4000052368。

エッセー
- 『怠け数学者の記』岩波書店、1986年。ISBN 978-4000057400。
- 『ボクは算数しか出来なかった―小平邦彦・私の履歴書』日経サイエンス社、1987年。ISBN 978-4532062668。（日本経済新聞連載「私の履歴書」に加筆したもの）
  - 『ボクは算数しか出来なかった』岩波現代文庫、2002年。ISBN 4-00-603060-6。

その他
- 『小平邦彦―人と数学』数学書房、2015年。ISBN 978-4-903342-81-8。（小平邦彦生誕100年記念出版）

英訳された著書
- Complex Manifolds and Deformation of Complex Structures. Grundlehren der mathematischen Wissenschaften. Springer Verlag. (1985-11). ISBN 9783540961888（複素多様体論を英訳したもの）

- Complex Analysis. Cambridge Studies in Advanced Mathematics. Cambridge University Press. (2007-08). ISBN 978-1316044605（複素解析を英訳したもの）

著作集
- Kunihiko Kodaira, Volume I: Collected Works. Princeton Legacy Library. Princeton University Press. (1975-08). ISBN 9780691644936
- Kunihiko Kodaira, Volume II: Collected Works. Princeton Legacy Library. Princeton University Press. (1975-08). ISBN 9780691644943
- Kunihiko Kodaira, Volume III: Collected Works. Princeton Legacy Library. Princeton University Press. (1975-08). ISBN 9780691644950